# Bendix Johan Schnee
Bendix Johan Schnee (* unbekannt, um 1771; † um 1822 vor 1824) war ein dänischer Goldschmiedemeister.

## Leben
Schnee erhielt 1796 die Bürgerrechte in Kopenhagen, wo er mindestens bis 1803 als Goldschmied aktiv war. Werke von ihm sind unter anderem im Dänischen Nationalmuseum und im Nationalmuseum Oslo zu finden und auch immer wieder auf Auktionen.
Schnee hatte mehrere Töchter:
- Ellen Christine Elisabeth (* 4. Januar 1796) Mutter Lovise (geborene Fusmarck)
- Mine Cathrine (* 6. Februar 1798) Mutter Lovise (Tusmarck oder Fusmarck)
- Anne Johanne (* 28. Juni 1802) Mutter Lovise (Tusmarck)
- Lovise Cathrine (* 25. April 1806), Mutter Birgitte (geborene Juhl)